# 南召县
南召县是中国河南省南阳市的下辖一个县。全縣面积2946平方公里，人口約55萬人，地形主要為丘陵。縣人民政府駐城關鎮中華路290號。

## 历史
秦昭襄王三十五年(前272年)，置南阳郡，始置雉县。明成化十二年(1476年)置南召县，因县城东北隅的南召店是宛洛大道上商旅息居的名驿得而名。
- 境內有史前文化南召猿人的遺址。
- 中国最早的长城，楚长城遗址。

## 人口
根據第七次人口普查數據，截至2020年11月1日零時，南召縣常住人口545475人。

## 地理

### 山脉
伏牛山的余脉。

### 水系
鸭河、鸭河口水库、白河

## 经济

### 电力
以鸭河口为核心的电力中心。参见鸭河口水库

## 旅游
以尧山、鸭河口水库、丹霞寺、真武顶、五朵山等景区为主。

## 内部连接
- 鸭河口水库

## 行政区划
南召县下辖8个镇、8个乡：
城关镇、留山镇、云阳镇、皇路店镇、南河店镇、板山坪镇、乔端镇、白土岗镇、城郊乡、小店乡、皇后乡、太山庙乡、石门乡、四棵树乡、马市坪乡、崔庄乡、河南红阳机械厂、河南向东机械厂、河南红宇机械厂、国营东风机械厂和国营长江机械厂。

## 交通
- 207国道、 345国道过境。